# Армяне в Чехии
Армяне в Чехии  (чеш. Arménská menšina v Česku, арм. Հայերը Չեխիայում) —  община этнических армян, живущих в Чехии. По неофициальным данным около 12 000 человек.

## История

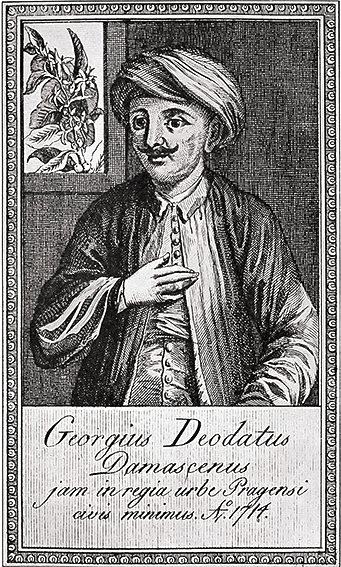
Georgius Deodatus — основатель первого кафе в Праге

В отличие от армянских общин во всей Восточной и Центральной Европе, армянская община Чехии полностью состоит из недавних прибывших иммигрантов, до этого армянских общин в стране не было. Самые первые иммигранты прибыли в Чехию после распада Советского Союза, другие покинули Армению из-за плохих экономических условий, и Первой карабахской войны.
Армянская община в Чехии растет и развивается, в 1996 году в Праге была открыта армянская воскресная школа, создан армянский культурный центр, а позже в 1999 году открыт журнал Орер (арм. Օրեր), под редакцией Акопа Асатряна, бывшего журналиста Ереванского журнала Азг (арм. Ազգ), который переехал в Прагу примерно в 1998 году.
Предполагается, что у армян могут возникнуть проблемы акклиматизации в стране, а для получения гражданства необходимо пройти строгий процесс регистрации, для тех кто не родился в Чехии.
С 3 по 4 апреля 2006 года, заместитель министра Армении Арман Киракосян посетил Чехию, и встретился с Ярославом Баштой, первым заместителем министра иностранных дел страны, Яромиром Пришеком, представителем местной армянской общины. Темы обсуждения включали торговые и межпарламентских связи между странами.

## Язык
Армянские мигранты свободно владеют русским языком, который преподавался в чешских школах до конца 1980-х годов. Это оказало некоторое влияние на языковую интеграцию армянской общины в чешскую среду. Знание русского языка облегчило для армян общение с местными жителями старшего поколения.
Уровень знаний армянскими мигрантами чешского языка
| Высокий уровень | 31% |
| Средний уровень | 42% |
| Низкий уровень  | 27% |